# دوربین اسلاید دستی

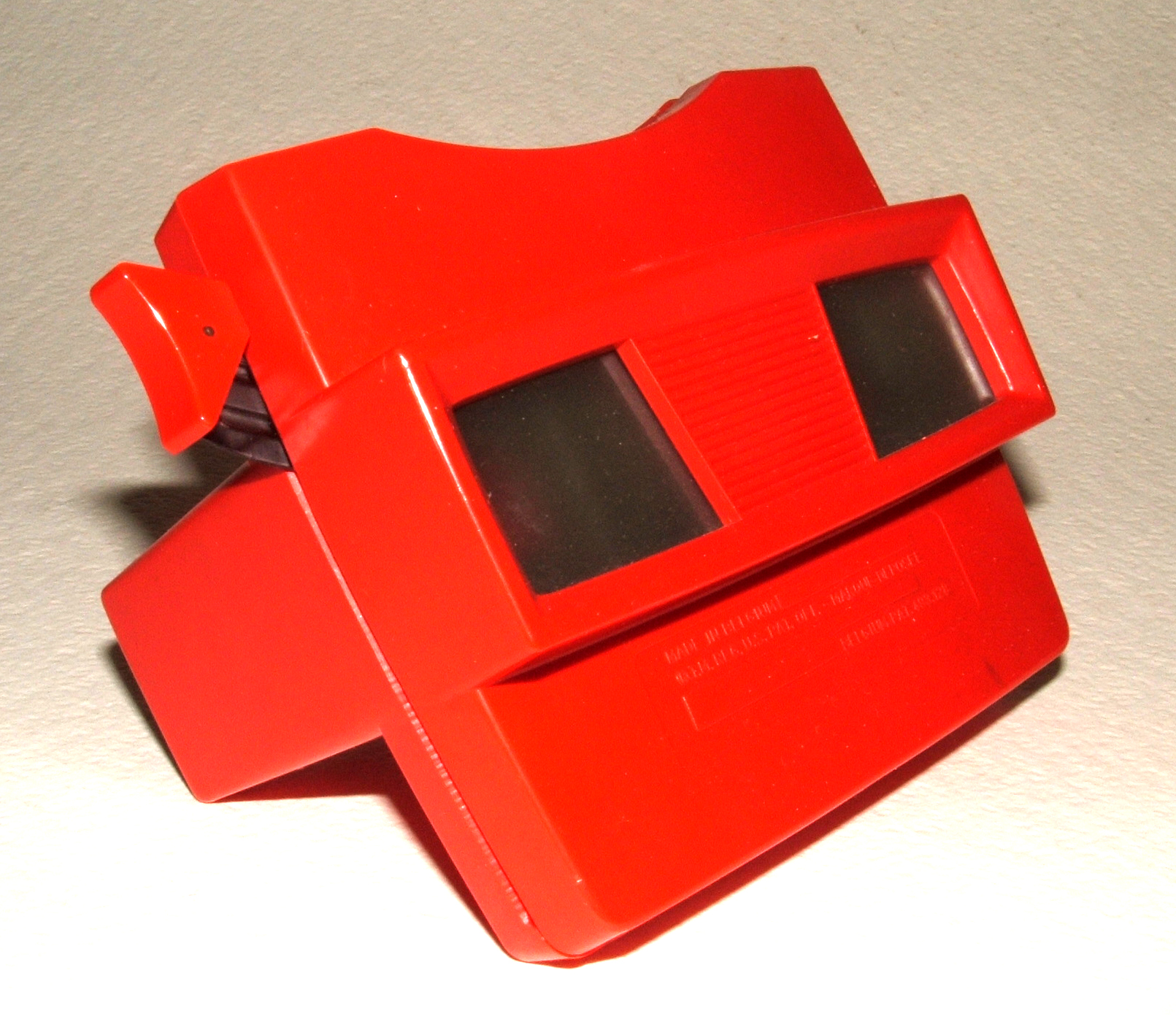

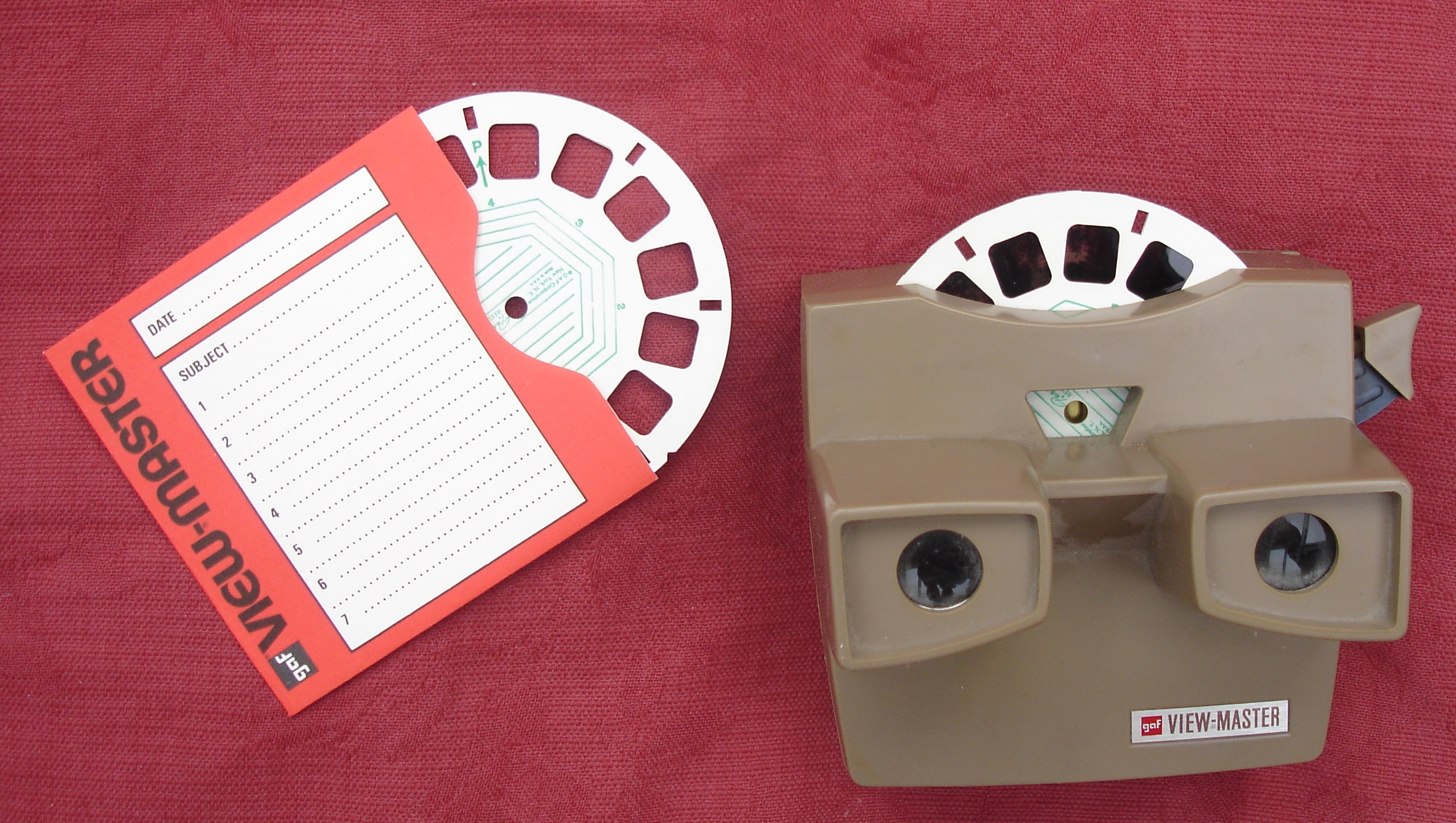

دوربین ۳بعدی مکه (به انگلیسی: View Master) یا دوربین شهرفرنگ، نام تجاری خط تولید نوع خاصی از دوربین‌های برجسته نما و حلقه فیلم‌های آنها است. این حلقه فیلم‌ها، دیسک‌های مقوایی نازکی بودند که هفت جفت عکس رنگی سه بعدی بر روی فیلم را در بر می‌گرفتند. سیستم ویو مستر، ۴ سال پس از اینکه فیلم رنگی کداکروم، استفاده از تصویرهای کوچک و رنگی با کیفیت بالا را عملی کرد، در سال ۱۹۳۹ عرضه شد. جاذبه‌های توریستی و مشاهدات سفرها در لیست اولیه حلقه فیلم‌های در دسترس قرار داشتند که مورد علاقه تمام سنین بودند. در حال حاضر بیشتر حلقه فیلم‌های ویو مستر برای کودکان در نظر گرفته شده است، در این دوربین دیسک یا صفحه‌های مقوایی دایره‌ای شکل با ۱۴ اسلاید کوچک رنگی قرار می‌گیرند که با حرکت دادن اهرمی که در کنار دوربین قرار دارد می‌چرخد و اسلاید بعدی در برابر چشمی‌های دوربین قرار می‌گیرد.